# Ilargus coccineus
Ilargus coccineus là một loài nhện trong họ Salticidae.
Loài này thuộc chi Ilargus. Ilargus coccineus được Eugène Simon miêu tả năm 1901.